# Hoeocryptus
Hoeocryptus is een geslacht van insecten uit de orde vliesvleugeligen (Hymenoptera) en de familie Ichneumonidae.

## Soorten
- H. anteforealis (Seyrig, 1952)
- H. antefurcalis (Enderlein, 1914)
- H. bellicosus (Seyrig, 1952)
- H. ferrugatorius (Fabricius, 1793)
- H. fervens (Tosquinet, 1896)
- H. insolitus (Tosquinet, 1896)
- H. properus (Tosquinet, 1896)
- H. undulatus Habermehl, 1902